# 萨达特遇刺
1981年10月6日，埃及总统穆罕默德·安瓦爾·薩達特在巴德尔行动（Operation Badr，1973年的一场军事行动，埃及陆军穿过苏伊士运河，在贖罪日戰爭爆发之初从以色列手中夺回了西奈半島上的一小块领土）的胜利纪念阅兵式上遇刺身亡。一个名叫奥马尔·阿卜杜-拉赫曼（Omar Abdel-Rahman，后因涉嫌参与1993年世界貿易中心爆炸案而被捕）的伊斯兰神职人员为埃及伊斯兰圣战组织执行这场刺杀给出了伊斯兰教令许可。

## 背景
1978年，埃及与以色列达成《戴维营协议》后，萨达特与以色列总理梅纳赫姆·贝京共同获得1978年诺贝尔和平奖。但1979年的《埃以和約》则在阿拉伯国家中引发了争议，意见最大的就是巴勒斯坦人。埃及在阿拉伯国家联盟中的成员国身份被暂停（直到1989年才得到恢复）。巴勒斯坦解放組織领袖亚西尔·阿拉法特就曾这样说过：“他们爱签什么合约就签什么去吧，虚假的和平不可能长久”。在埃及国内，《戴维营协议》被多个圣战者组织（如埃及伊斯兰圣战组织以及伊斯兰组织al-Jama'a al-Islamiyya）当成了为自身事业争取支持的理由。埃及的伊斯兰教徒原本因萨达特想让他们的族群更好地融入埃及社会而对这位总统心存好感，结果现在他们感觉自己被骗了，于是便开始公开呼吁推翻总统萨达特，将埃及改为伊斯兰神权国家。
在萨达特担任总统的最后几个月里，埃及国内爆发了多场叛乱。萨达特不承认暴乱背后的原因是国内问题，反而指责苏联为逼自己下台而借其中东盟友利比亚与叙利亚之力在埃及国内煽动乱局。1981年6月，反萨达特军事政变失败后，萨达特下令大举镇压，多位反对派要人被捕。虽然萨达特在埃及仍很得民心，但也有人表示他的遇刺与他那越来越低的声望有直接关系。

### 埃及伊斯兰圣战组织
萨达特任总统早期，埃及的伊斯兰教徒在所谓的“纠正革命”中受益匪浅，贾迈勒·阿卜杜-纳赛尔也在任期内释放了很多政治活动者。但萨达特跟以色列签订合约则激怒了埃及的伊斯兰教徒，其中激进派埃及伊斯兰圣战组织的反对意见非常强烈。根据美国记者勞倫斯·萊特进行的采访以及收集的证据，埃及伊斯兰圣战组织当时正在征募军官，积累武器，伺机在埃及发动“一场彻底颠覆现有秩序的革命”。圣战组织的头号战略家阿布德·萨默尔（Aboud El Zomor）是军情部门里的一名中校，他的计划是“刺杀国家主要领导人、夺取军队和安全部队总部以及电话接线大楼、控制广播和电视大楼，将伊斯兰革命的消息告知全国，从而引发一场针对世俗政权的人民起义”。
1981年2月，埃及当局在抓获一名携带重要资料的特工后得知了圣战组织的计划。9月，萨达特下令发动了一场令百姓愤恨的大规模抓捕行动，包括圣战组织成员、亚历山大科普特正教会（Coptic Orthodox Church of Alexandria）成员、其他科普特人（Copts）神职人员、知识分子以及各路持不同意识形态的政治活动者都遭到逮捕，被捕人数超过了1500。所有非政府官方媒体也被封禁。但军队中的一个由哈立德·伊斯拉姆伯里中尉领导的圣战者分支组织却在搜捕中幸免，当年10月，萨达特死于伊斯拉姆伯里枪下。
伊斯兰组织前领导人塔拉特·富阿德·卡西姆（Tal'at Fu'ad Qasim）在接受《中东报道》（Middle East Report）杂志采访时表示，刺杀萨达特的刺客（伊斯拉姆伯里）是自己的组织招募的，而非埃及伊斯兰圣战组织。伊斯兰组织中的“顾问委员会”（Majlis el-Shura，由名声在外的‘盲眼谢赫’blind shaykh领导）部分成员在萨达特遇刺的两周前被捕，但没有供出计划，伊斯拉姆伯里最终行刺成功。

## 暗杀
1981年10月6日，埃及官方在开罗举行了纪念胜利跨越苏伊士运河八周年的纪念活动。总统萨达特周围有四层保护、8名贴身保镖，受阅部队也不得携实弹，一切本不存在风险。埃及空軍的幻影（Mirage）喷气式战斗机将掠过天空，陆军士兵及拖拽火炮的卡车将经过检阅台前，乘坐在其中一辆卡车内的就是由伊斯拉姆伯里中尉领导的刺杀小组，这辆卡车驶到观礼台前时，伊斯拉姆伯里持枪胁迫司机停车，行刺者下车，伊斯拉姆伯里在头盔下藏了三枚手榴弹，走近萨达特，后者还在等着刺客向他敬礼（萨达特的侄子Talaat El Sadat事后回忆，总统在刺客走到台前开火时还以为这是仪式的一部分，甚至还在向他们敬礼），伊斯拉姆伯里随即把三枚手榴弹全部掷向萨达特，但只有一枚爆炸了，而且离总统不够近。余下的刺客见状钻出卡车，用AK-47突击步枪向观礼台无差别扫射，直至弹匣打空，之后试图逃离现场。萨达特中弹倒地后，周围的人们在他周围立起椅子，阻挡弹雨。
整场袭击持续了大约两分钟。萨达特及另外10人在中弹后或当场死亡，或受致命伤。死者中包括Hassan Allam少将、Khalfan Nasser Mohammed（阿曼代表团團员）、Samir Helmy Ibrahim、Al Anba’Samuel、Mohammed Yousuf Rashwan（总统私人摄影师）、Saeed Abdel Raouf Bakr、中国航空技术专家张宝玉、古巴驻埃及大使以及一名亞歷山大科普特正教會主教。另有28人受伤，其中包括埃及副总统穆罕默德·胡斯尼·穆巴拉克、爱尔兰国防部长James Tully以及四名美军联络官。安全部队猝不及防，但仍在事发后45秒之内做出了反应，瑞典大使Olov Ternström在袭击中毫发无伤地逃离了现场  。袭击者中有一人被击毙，另有3人受伤后被捕。萨达特被空运至军事医院，11名医生对他展开救治，但总统仍在到达医院近两小时后死亡。萨达特的死因为“突发神经性休克、胸腔内出血、左肺及其下主血管撕裂”。

## 尾声

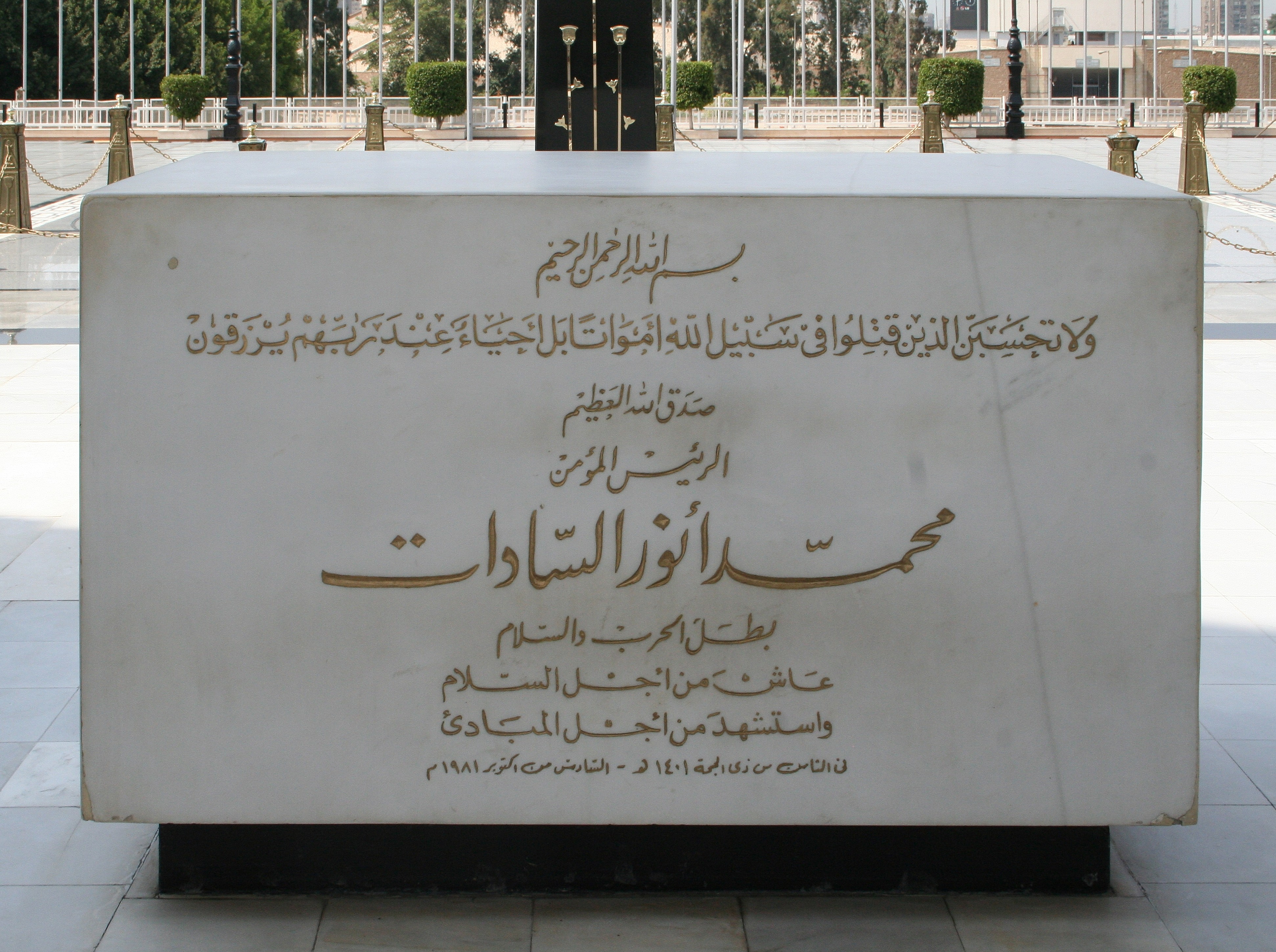
无名战士纪念碑上的一个标记，萨达特被埋葬在那里

与刺杀协同进行的还有一场发生在上埃及城市艾斯尤特的叛乱。叛军在接下来的数日内控制了城市，68名政府警察与士兵在交火中死亡。后来，从开罗赶来的空降部队平定了当地局势。参与叛乱的大部分激进分子都未获重刑，基本都只在监狱里待了三年。

### 下葬
萨达特最终被埋葬在开罗Nasr City区的无名士兵纪念碑（Unknown Soldier Memorial）处，他的墓上的铭文是“战争时期与和平年代中的英雄”。
事发后代行总统职责的是苏菲·阿布·塔勒布，8天后的10月14日，副总统穆罕默德·胡斯尼·穆巴拉克正式成为新任埃及总统，在近30年的统治后，他在2011年埃及革命中下台。

### 刺客的结局
伊斯拉姆伯里及其他刺客接受了军事法庭的审判，全部获罪，被判处死刑，于1982年4月被行刑队枪决。